# Język adonara
Język adonara, także: nusa tadon, sagu, waiwerang (a. vaiverang) – język austronezyjski używany w prowincji Małe Wyspy Sundajskie Wschodnie w Indonezji, na wyspach Adonara i Solor. Według danych z 2008 roku posługuje się nim 98 tys. osób.
Dzieli się na trzy dialekty: adonara zachodni, adonara wschodni, solor wschodni. W komunikacji ponadlokalnej wykorzystywany jest język lamaholot. Adonara bywa zaliczany do odmian lamaholot.
Nie został dobrze opisany w literaturze.